# Ніжинський пивзавод
АТ «Ніжинський пивзавод» — непрацююче підприємство харчової промисловості України, що займалося виробництвом та реалізацією пива. Розташоване у місті Ніжині Чернігівської області. Виробництво на підприємстві припинено влітку 2008 року.

## Історія
Довгий час датою заснування Ніжинського пивзаводу офіційно вважався 1971 рік, коли у Ніжині було введено в експлуатацію сучасний на той час виробничий комплекс із випуску пива, що входив до Чернігівського пивооб'єднання Укрпивопрому УРСР.
Після розпаду СРСР та початку процесу роздержавлення економіки підприємство було реорганізоване в акціонерне товариство. Наприкінці 1990-х, не в останню чергу з міркувань маркетингу, керівництвом підприємства було прийняте рішення вважати Ніжинський пивзавод спадкоємцем пивоварного заводу Янса, який працював у місті з кінця XVIII ст. Зазначене рішення знайшло відображення у зміні логотипу підприємства (з відповідною зміною року заснування на 1787 р.) та введенні до асортименту виробництва сорту «Янс».
Розвиток пивного ринку України, зокрема поява на ньому низки великих вітчизняних та іноземних інвесторів, значно підвищили рівень конкуренції, що поставило невеликих виробників пива у складне становище, змушуючи їх шукати джерела фінансування для модернізації виробництва та нові маркетингові ходи. Протягом 1997-98 рр. власником Ніжинського пивзаводу інвестиційною компанією «Інеко» було проведено реконструкцію підприємства на загальну суму $1,5 млн. Однак цих коштів не вистачило на забезпечення достатньої конкурентоздатності пивзаводу, і частину акцій підприємства було продано «Райффайзен банку Аваль». Однак поява такого фінансово потужного співвласника підприємства не мала суттєвого впливу на зростання його конкурентоздатності, і з початку 2000-х років продовжувалося скорочення обсягів виробництва, зменшувалася кількість працюючих, накопичувалася заборгованість перед бюджетом та працівниками.
Усі намагання власників Ніжинського пивзаводу вивести свої капітали з підприємства, знайшовши стратегічного інвестора, якого б зацікавило придбання цього активу, були марними. Наприкінці 2007 року розглядалася можливість приєднання Ніжинського пивзаводу до «Української пивної групи» — об'єднання 4-х невеликих українських броварень. У 2008 році надати підтримку підприємству, у тому числі через запит по допомогу з боку керівництва області, обіцяв міський голова Ніжина.
Однак жодному плану з підтримки виробництва пива на Ніжинському пивзаводі не вдалося здійснитися, і влітку 2008 року воно було зупинене.

## Асортимент продукції
Безпосередньо до зупинки виробництва пива на Ніжинському пивзаводі у 2008 році асортимент його продукції включав:

### Серія «22»
У намаганні знайти власну ринкову нішу Ніжинським пивзаводом було розроблено унікальну для українського ринку серію «22», міцні сорти пива з якої відрізнялися дуже високою густиною 22 %. Своєрідні смакові якості пива «22» знайшли своїх прихильників в різних регіонах України і сорти пива цієї серії були порівняно широко представлені за межами Чернігівської області — традиційного ринку збуту продукції Ніжинського пивзаводу. Пиво розливалося в ексклюзивну скляну пляшку місткістю 0,45л.
- «22 Gold» — Густина 22 %; алк. об. 9,5 %.
- «22 Імбирне» — Густина 22 %; алк. об. 9,5 %.
- «22 Бомба» — Густина 22 %; алк. об. 10 %.
- «22 Портер» — Густина 22 %; алк. об. 8,5 %.
- "22 Елітне" — Густина 22 %; алк. об. 9,5 %.

### Інші сорти
- «Жигулівське Класичне» — Густина 11 %; алк. об. 4,2 %.
- «Ніжинське» — Густина 11 %; алк. об. 3,7 %.
- «Чеське» Пільзенського типу

### У різні роки також асортимент включав в собі такі сорта пива
- "Дядечко Андре" 13%; алк. об. 4,3%
- "Орест" 10%; алк. об. 3,4%
- "Ніжинське Єлітне" 11%; алк. об. 4,5%
- "Титтуловане" 12%; алк. об. 4,2%
- "Мисливський шлях" 12%; алк. об. 4,2%
- "Янс" 12%; алк. об. 4,2%
- "Чорний млин" 13%; алк. об. 4,0%
- "Золота корона" 14%; алк. об. 4,5%
- "Соборне" 17%; алк. об. 6,0%
- "Ніжинське Шульц" 11 %; алк. об. 2,8 %

### Також на замовлення Довганя В.В. було виготовлено
- Пиво №12 "Ніжинське" 11 %; алк. об. 3,7 %.
- Пиво №53 "Золота корона" 14%; алк. об. 4,5%
- Пиво 22 "Чорне" 22%; алк. об. 7,5%